# 雷蒙多 (西班牙)
雷蒙多，是西班牙卡斯蒂利亚-莱昂塞戈维亚省的一个市镇。 总面积9平方公里，总人口344人（2001年），人口密度38人/平方公里。